# إرنست نوبل
إرنست نوبل (بالإنجليزية: Ernest Noble)‏ هو عالم كيمياء حيوية أمريكي، ولد في القرن العشرين، وتوفي في 17 أكتوبر 2017.